# London Array
London Array er en havvindmøllepark ved Themsens udmunding øst for London, England. Med en effekt på 630 MW er det verdens næststørste.